# Episodi de La casa di carta (prima stagione)
La prima stagione della serie televisiva La casa di carta, composta da due parti e ventidue episodi, è stata trasmessa da Antena 3 dal 2 maggio al 23 novembre 2017. In italiano la serie è stata pubblicata il 20 dicembre 2017 la prima parte e il 6 aprile 2018 la seconda da Netflix con gli episodi rimontati affinché la durata passasse da circa 70 a circa 45 minuti. La serie è stata creata da Álex Pina.
| nº            | Titolo originale            | Titolo italiano               | Diretto da | Scritto da | Prima TV Spagna                        | Pubblicazione Italia | Ascolti Spagna                         |
| Prima parte   | Prima parte                 | Prima parte                   | Prima parte | Prima parte | Prima parte                            | Prima parte          | Prima parte                            |
| ------------- | --------------------------- | ----------------------------- | --- | --- | -------------------------------------- | -------------------- | -------------------------------------- |
| 1             | Efectuar lo acordado        | Episodio 1                    | Jesús Colmenar | Álex Pina e Esther Martínez Lobato                                                                                           | 2 maggio 2017                          | 20 dicembre 2017     | Telespettatori 4 090 000 – share 25,1% |
| 1             | Efectuar lo acordado        | Episodio 2                    | Jesús Colmenar | Álex Pina e Esther Martínez Lobato                                                                                           | 2 maggio 2017                          | 20 dicembre 2017     | Telespettatori 4 090 000 – share 25,1% |
| 2             | Imprudencias letales        | Miguel Ángel Vivas            | Álex Pina, David Barrocal, Javier Gómez Santander, Esther Martínez Lobato, Pablo Roa e Fernando Sancristóval                 | 9 maggio 2017 | Telespettatori 3 041 000 – share 18,4% | 20 dicembre 2017     |                                        |
| 2             | Imprudencias letales        | Miguel Ángel Vivas            | Álex Pina, David Barrocal, Javier Gómez Santander, Esther Martínez Lobato, Pablo Roa e Fernando Sancristóval                 | 9 maggio 2017 | Telespettatori 3 041 000 – share 18,4% | 20 dicembre 2017     | Episodio 3                             |
| 3             | Errar al disparar           | Episodio 4                    | Alex Rodrigo | David Barrocal, Esther Martínez Lobato e Álex Pina                                                                           | 16 maggio 2017                         | 20 dicembre 2017     | Telespettatori 2 646 000 – share 15,7% |
| 3             | Errar al disparar           | Episodio 5                    | Alex Rodrigo | David Barrocal, Esther Martínez Lobato e Álex Pina                                                                           | 16 maggio 2017                         | 20 dicembre 2017     | Telespettatori 2 646 000 – share 15,7% |
| 4             | Caballo de Troya            | Alejandro Bazzano             | David Barrocal, Javier Gómez Santander, Esther Martínez Lobato, Pablo Roa e Fernando Sancristóval                            | 23 maggio 2017 | Telespettatori 2 655 000 – share 15,7% | 20 dicembre 2017     |                                        |
| 4             | Caballo de Troya            | Alejandro Bazzano             | David Barrocal, Javier Gómez Santander, Esther Martínez Lobato, Pablo Roa e Fernando Sancristóval                            | 23 maggio 2017 | Telespettatori 2 655 000 – share 15,7% | 20 dicembre 2017     | Episodio 6                             |
| 5             | El día de la marmota        | Episodio 7                    | Jesús Colmenar | David Barrocal, Javier Gómez Santander, Esther Martínez Lobato, Álex Pina, Pablo Roa e Fernando Sancristóval                 | 30 maggio 2017                         | 20 dicembre 2017     | Telespettatori 2 366 000 – share 14,7% |
| 5             | El día de la marmota        | Episodio 8                    | Jesús Colmenar | David Barrocal, Javier Gómez Santander, Esther Martínez Lobato, Álex Pina, Pablo Roa e Fernando Sancristóval                 | 30 maggio 2017                         | 20 dicembre 2017     | Telespettatori 2 366 000 – share 14,7% |
| 6             | La cálida guerra fría       | Miguel Ángel Vivas            | Javier Gómez Santander, Esther Martínez Lobato, Álex Pina e Fernando Sancristóval                                            | 6 giugno 2017 | Telespettatori 2 474 000 – share 15,5% | 20 dicembre 2017     |                                        |
| 6             | La cálida guerra fría       | Miguel Ángel Vivas            | Javier Gómez Santander, Esther Martínez Lobato, Álex Pina e Fernando Sancristóval                                            | 6 giugno 2017 | Telespettatori 2 474 000 – share 15,5% | 20 dicembre 2017     | Episodio 9                             |
| 7             | Refrigerada inestabilidad   | Episodio 10                   | Alex Rodrigo | Esther Martínez Lobato, Esther Morales, Álex Pina e Pablo Roa                                                                | 13 giugno 2017                         | 20 dicembre 2017     | Telespettatori 2 420 000 – share 15,5% |
| 7             | Refrigerada inestabilidad   | Episodio 11                   | Alex Rodrigo | Esther Martínez Lobato, Esther Morales, Álex Pina e Pablo Roa                                                                | 13 giugno 2017                         | 20 dicembre 2017     | Telespettatori 2 420 000 – share 15,5% |
| 8             | Tú lo has buscado           | Alejandro Bazzano             | Javier Gómez Santander e Esther Martínez Lobato, Álex Pina, Pablo Roa e Fernando Sancristóval                                | 20 giugno 2017 | Telespettatori 2 074 000 – share 13,6% | 20 dicembre 2017     |                                        |
| 8             | Tú lo has buscado           | Alejandro Bazzano             | Javier Gómez Santander e Esther Martínez Lobato, Álex Pina, Pablo Roa e Fernando Sancristóval                                | 20 giugno 2017 | Telespettatori 2 074 000 – share 13,6% | 20 dicembre 2017     | Episodio 12                            |
| 9             | El que la sigue la consigue | Jesús Colmenar                | Javier Gómez Santander, Esther Martínez Lobato, Esther Morales, Álex Pina, Pablo Roa e Fernando Sancristóval                 | 27 giugno 2017 | Telespettatori 2 196 000 – share 14,7% | 20 dicembre 2017     |                                        |
| 9             | El que la sigue la consigue | Jesús Colmenar                | Javier Gómez Santander, Esther Martínez Lobato, Esther Morales, Álex Pina, Pablo Roa e Fernando Sancristóval                 | 27 giugno 2017 | Telespettatori 2 196 000 – share 14,7% | 20 dicembre 2017     | Episodio 13                            |
| Seconda parte |                             |                               | | |                                        |                      |                                        |
| 10            | Se acabaron las máscaras    | Episodio 1                    | Alex Rodrigo | Álex Pina, Fernando Sancristóval, Esther Morales, Esther Martínez Lobato, Pablo Roa e Javier Gómez Santander                 | 16 ottobre 2017                        | 6 aprile 2018        | Telespettatori 1 995 000 – share 12,9% |
| 10            | Se acabaron las máscaras    | Episodio 2                    | Alex Rodrigo | Álex Pina, Fernando Sancristóval, Esther Morales, Esther Martínez Lobato, Pablo Roa e Javier Gómez Santander                 | 16 ottobre 2017                        | 6 aprile 2018        | Telespettatori 1 995 000 – share 12,9% |
| 11            | La cabeza del plan          | Alejandro Bazzano             | David Barrocal, Javier Gómez Santander, Esther Martínez Lobato, Esther Morales, Álex Pina, Pablo Roa e Fernando Sancristóv   | 23 ottobre 2017 | Telespettatori 1 737 000 – share 10,7% | 6 aprile 2018        |                                        |
| 11            | La cabeza del plan          | Alejandro Bazzano             | David Barrocal, Javier Gómez Santander, Esther Martínez Lobato, Esther Morales, Álex Pina, Pablo Roa e Fernando Sancristóv   | 23 ottobre 2017 | Telespettatori 1 737 000 – share 10,7% | 6 aprile 2018        | Episodio 3                             |
| 12            | Cuestión de eficacia        | Episodio 4                    | Javier Quintas | David Barrocal, Javier Gómez Santander, Esther Martínez Lobato, Esther Morales, Álex Pina, Pablo Roa e Fernando Sancristóval | 2 novembre 2017                        | 6 aprile 2018        | Telespettatori 1 571 000 – share 10,4% |
| 12            | Cuestión de eficacia        | Episodio 5                    | Javier Quintas | David Barrocal, Javier Gómez Santander, Esther Martínez Lobato, Esther Morales, Álex Pina, Pablo Roa e Fernando Sancristóval | 2 novembre 2017                        | 6 aprile 2018        | Telespettatori 1 571 000 – share 10,4% |
| 13            | ¿Qué hemos hecho?           | Jesús Colmenar e Alex Rodrigo | David Barrocal, Javier Gómez Santander, Esther Martínez Lobato, Álex Pina, Pablo Roa e Fernando Sancristóval                 | 9 novembre 2017 | Telespettatori 1 539 000 – share 10,4% | 6 aprile 2018        |                                        |
| 13            | ¿Qué hemos hecho?           | Jesús Colmenar e Alex Rodrigo | David Barrocal, Javier Gómez Santander, Esther Martínez Lobato, Álex Pina, Pablo Roa e Fernando Sancristóval                 | 9 novembre 2017 | Telespettatori 1 539 000 – share 10,4% | 6 aprile 2018        | Episodio 6                             |
| 14            | A contrarreloj              | Episodio 7                    | Alejandro Bazzano | David Barrocal, Javier Gómez Santander, Esther Martínez Lobato, Álex Pina, Pablo Roa e Fernando Sancristóval                 | 16 novembre 2017                       | 6 aprile 2018        | Telespettatori 1 487 000 – share 9,8%  |
| 14            | A contrarreloj              | Episodio 8                    | Alejandro Bazzano | David Barrocal, Javier Gómez Santander, Esther Martínez Lobato, Álex Pina, Pablo Roa e Fernando Sancristóval                 | 16 novembre 2017                       | 6 aprile 2018        | Telespettatori 1 487 000 – share 9,8%  |
| 15            | Bella ciao                  | Jesús Colmenar, Alex Rodrigo  | David Barrocal, Javier Gómez Santander, Esther Martínez Lobato, Esther Morales, Álex Pina, Pablo Roa e Fernando Sancristóval | 23 novembre 2017 | Telespettatori 1 798 000 – share 12,1% | 6 aprile 2018        |                                        |
| 15            | Bella ciao                  | Jesús Colmenar, Alex Rodrigo  | David Barrocal, Javier Gómez Santander, Esther Martínez Lobato, Esther Morales, Álex Pina, Pablo Roa e Fernando Sancristóval | 23 novembre 2017 | Telespettatori 1 798 000 – share 12,1% | 6 aprile 2018        | Episodio 9                             |

## Episodio 1

### Trama
La narratrice della storia, una giovane rapinatrice rimasta vedova del compagno dopo uno scontro a fuoco, riuscì a scampare alla polizia abbandonando sua madre, usata come esca dagli inquirenti, grazie ad un uomo che intercettava le sue telefonate per agganciarla: lo stesso uomo, soprannominato "Professore", la invitò a partecipare ad un'ambiziosa rapina alla Zecca Reale di stato, affibbiandole il soprannome Tokyo.
Nella lunga preparazione, in cui i membri si nascosero per cinque mesi in una tenuta nelle campagne di Toledo per prepararsi adeguatamente sostenendo tutte le simulazioni necessarie, a ciascun venne dato il nome di una città: Tokyo; Mosca e Denver, padre e figlio; Berlino, eletto dal Professore a capo delle operazioni; Nairobi, esperta falsaria ed unica altra donna del gruppo; Río, giovane hacker; Helsinki e Oslo, cugini serbi. Tutti i componenti hanno dei precedenti penali, tranne il Professore, scomparso da qualsiasi database da molti anni. Il Professore impose al gruppo di non indagare né esporre le proprie vite personali e reali identità, né instaurare relazioni sentimentali. Il colpo dovrà essere pulito: l'obiettivo è esclusivamente il furto, quindi il Professore impone di non uccidere o ferire nessun ostaggio. Río e Tokyo, iniziarono una relazione segreta, violando la regola del Professore.
Arriva il giorno della rapina. Il Professore agisce in remoto, dando istruzioni ai suoi che sono all'interno della zecca. Tutto il gruppo indossa sul viso una maschera con il volto di Salvador Dalí per non farsi riconoscere dalla polizia e dagli ostaggi. Con un ingegnoso espediente riescono a entrare nella zecca di stato, i cui occupanti vengono presi in ostaggio, e a ciascuno di loro viene sottratto e spento il proprio cellulare. Tutto sembra filare liscio: gli ostaggi sono vivi, nessuno è ferito, qualsiasi comunicazione col Professore avviene tramite un sistema analogico, irrintracciabile dai sistemi radio, e la banda riesce a violare il caveau impossessandosi delle banconote. Il piano prevede che il gruppo simuli un inefficace tentativo di fuga col bottino, sparando a terra senza ferire nessuno delle forze di polizia giunte sul posto, e sia costretto a rientrare nell'edificio. Ma qualcosa non va per il verso giusto. Tokyo, anticipando i tempi dell'azione, consente alla polizia di colpire Río e costringe gli altri membri a sparare ad altezza d'uomo per riguadagnare l'interno dell'edificio. Nello scontro resta ferito anche un agente. Il gruppo riesce a barricarsi nella zecca dove Tokyo, disperata, riesce a trascinare anche Río. Tra gli ostaggi ci sono il direttore della zecca Arturo Roman, la sua segretaria e amante, Monica Gaztambide, incinta di lui, e un gruppo di studenti minorenni di una scuola inglese, tra cui Alison Parker, figlia dell'ambasciatore britannico, che risulterà essere centrale per il piano.

## Episodio 2

### Trama
Río è vivo, è solo ferito alla testa. Berlino, al telefono con il Professore, gli rivela che Tokyo e Río hanno una relazione, ma lei smentisce tutto. Río, invece, quando sono soli, conferma a Berlino che ama Tokyo. Cominciano a esserci dei flashback ambientati nei cinque mesi di addestramento con il Professore. Nel frattempo la polizia prende le dovute contromisure e invia sul posto come negoziatrice l'ispettrice Raquel Murillo, una donna con problemi professionali e personali; vive con l'anziana madre e con sua figlia Paula, è separata da poco e ha denunciato per maltrattamenti l'ex marito, genio della Scientifica, che ora ha una relazione con sua sorella. Il braccio destro dell'ispettrice è Angel Rubio, segretamente innamorato di lei; inoltre la donna deve sottostare agli ordini del colonnello Prieto, a capo dei servizi segreti.
Tra il Professore e la polizia si avvia un lento processo di negoziazione, ma il Professore si dimostra sempre un passo avanti rispetto alle autorità.
Mentre la polizia cerca di entrare nella zecca da diverse angolazioni, Alison Parker, sotto minaccia di una pistola, effettua una chiamata al quartier generale della polizia e rivela che i rapinatori hanno fatto vestire gli ostaggi uguali a loro, con la tuta rossa e la medesima maschera di Dalí, fornendoli di armi finte; è impossibile dunque distinguere sequestratori da ostaggi. La polizia è costretta a ritirarsi proprio ad un passo dall'irruzione. All'interno della zecca, sotto la direzione di Nairobi, le macchine per stampare denaro vengono messe in funzione e iniziano a fabbricare banconote da 50 euro a ritmo vertiginoso. L'obiettivo è raggiungere la somma di 2,4 miliardi di euro. L'idea del Professore è che l'opinione pubblica li idealizzerà come piccoli "Robin Hood", perché il furto non coinvolgerà soldi dei privati cittadini.
Raquel, amareggiata per come stanno andando le cose e per gli scontri continui con il colonnello Prieto, decide di andare in un bar, da cui prova a chiamare sua madre, ma ha la batteria del cellulare scarica, così un uomo seduto lì vicino le porge il proprio cellulare affinché possa telefonare. Quell'uomo è il Professore.

## Episodio 3

### Trama
Sabato, ore 6:25. Sono trascorse 20 ore dall'inizio della rapina.
Il gruppo assegna a ognuno degli ostaggi del lavoro da svolgere: stampare i soldi o scavare un tunnel per scappare. Nel frattempo Raquel Murillo nel bar, usando sempre il cellulare del Professore, anticipa ai suoi superiori al telefono che intende dimettersi qualora l'operazione venisse influenzata da Prieto e dai suoi interessi diplomatici.
Monica Gaztambide, sotto minaccia delle armi, esce con un gruppo di sequestratori e di ostaggi travestiti con maschere e tuta per rilasciare una dichiarazione in cui i sequestratori si scusano per aver ferito dei poliziotti e chiedendo alla polizia di non entrare nella zecca e di non sparare. La polizia intuisce quale tra gli uomini mascherati che circondano Monica potrebbe essere un sequestratore, ma Rubio ordina di non sparare e di attendere. Gli ostaggi chiedono medicinali, richiesta che viene inoltrata alla polizia; Monica Gazttambide chiede una pillola abortiva perché non vuole tenere il bambino di Arturo, che sembra preferire la vita coniugale.
Ad Alison Parker viene permesso di rilasciare un video per i suoi genitori sotto sorveglianza di Río. All'arrivo di Tokyo, Río inizia a discutere con lei della loro relazione, e Alison ne approfitta per accendere il proprio cellulare e tentare di cancellare una foto osé su Instagram presa da Pablo Ruiz, un compagno di scuola. La polizia rintraccia il segnale e, hackerando le telecamere del telefonino riescono a filmare la stanza, scoprendo i cellulari degli ostaggi affissi su una parete, ed un'immagine del volto di Río; confrontandola con gli archivi da dove si scopre che il suo nome è Aníbal Cortés. La polizia, analizzando i video della sorveglianza interna della zecca dei mesi precedenti, riesce a risalire anche a Tokyo e scoprono che è la super-ricercata Silene Oliveira.
Intanto Raquel decide di tornare in servizio, contatta il Professore e gli rivela di conoscere l'identità di Río, che hanno immagini dall'interno relative ai 67 telefoni cellulari, ritirati ai sequestrati e attaccati al muro e dando al gruppo un'ora di tempo per arrendersi. Il Professore contatta subito Berlino dicendogli di trovare immediatamente il telefono di Alison: dopo un acceso scontro verbale in cui Río ammette la sua distrazione, Berlino ordina a Oslo ed Helsinki di picchiarlo.
Il Professore nuovamente incontra "casualmente" Raquel Murillo nello stesso bar: la donna, insospettita dalle domande dell'uomo sulla rapina, lo immobilizza pensando che sia un giornalista a caccia di scoop. Il Professore le dice di chiamarsi Salvador Martin, di non essere affatto un giornalista, ma un semplice frequentatore abituale di quel locale, e anche il barista conferma. Raquel esce pertanto dal locale imbarazzata e turbata per la propria reazione.
Berlino scopre che Monica Gaztambide nasconde addosso un cellulare e se la prende con Denver, il quale le aveva prestato dei soldi per impedirle di abortire, perché era lui ad avere l'incarico di sorvegliarla: in un delirio di potere gli ordina di ucciderla.
Tokyo reagisce irata alla scoperta delle percosse su Río; comincia a sparare alle telecamere accese che il Professore può controllare dall'esterno e afferma che ucciderà il prossimo che toccherà Río. In un momento di tensione tra la donna, Oslo, Helsinki e Berlino, il Professore al telefono dice a Tokyo che la sua storia d'amore con Río è stata causa di guai: la polizia ha scoperto l'identità proprio di loro due, e la loro foto è su tutti i telegiornali: i due ragazzi ora sono stati identificati e dovranno restare nell'ombra per tutta la vita.
Denver non trova il coraggio per uccidere l'ostaggio e spara al pavimento. Però si accorge che non c'è sangue per terra e tutti si accorgerebbero che non è veramente morta. Monica allora propone a Denver di spararle sulla coscia.

## Episodio 4

### Trama
Sabato, ore 12:25. Sono trascorse 26 ore dalla rapina.
Tutti sentono lo sparo provocato da Denver e gli ostaggi hanno paura. L'uomo infatti fa credere a Berlino di aver ucciso Monica, che in realtà nasconde in un caveau. Monica non ha preso la pillola abortiva. Berlino comunica a tutti gli altri che Denver ha ucciso Monica.
La madre dell'ispettore Murillo, sfaccendando in casa, apre un armadio, vede una miriade di post-it attaccati all'interno delle ante: sono tutti piccoli promemoria relativi alla sua vita quotidiana, poiché la donna soffre di un principio di Alzheimer. Uno dei post-it le ricorda che nei confronti di suo genero c'è una ordinanza restrittiva che gli impedisce di avvicinarsi alla bambina: tuttavia, a causa della malattia, ha dimenticato di impedirglielo, e l'ha appena consegnata all'ex genero. Non trovando la figlia al cellulare, la donna la cerca al numero da cui era stata contattata la sera prima: quello del Professore. L'uomo si dirige al quartiere generale della polizia.
Intanto Raquel spiega al colonnello Prieto di aver intuito che il piano dei rapinatori non consiste nel rubare il denaro che sta all'interno, ma nel fabbricarne dell'altro, in grande quantità: le trattative servivano loro solo per guadagnare tempo e stampare banconote.
Il Professore, che per Raquel è semplicemente Salvador, comunica a Raquel della telefonata: la donna viene a sapere che sua madre ha consegnato la nipotina Paula al padre: scappando trafelata a casa, scambia erroneamente il proprio telefono con quello di Salvador.
In un flashback si approfondisce il rapporto tra Denver e suo padre, Mosca: minatore di professione costretto a licenziarsi proprio a causa di malattie professionali ed ormai ritenuto troppo anziano per il mondo del lavoro, si diede ai furti entrando e uscendo di continuo di prigione. Denver, un piccolo spacciatore, confessò di aver subito un furto ed indebitatosi con un pezzo grosso dello spaccio. I due sono estremamente legati, infatti Mosca, venuto a conoscenza dell'assassinio compiuto dal figlio, ha un attacco di panico: l'uomo non riesce a credere che suo figlio sia diventato un omicida.
Intanto Raquel incontra Salvador al solito bar per restituirgli il suo telefono, ma finisce per raccontargli la sua storia personale con il suo ex marito.
Mosca decide di consegnarsi alla polizia: ma Denver blocca il suo intento confessandogli la verità, ovvero dicendogli di non aver ucciso nessuno. Mosca avverte un malore e così Denver obbliga un gruppo di ostaggi a salire sul tetto, tutti mascherati, per permettere a suo padre di respirare all'aria aperta.
Arturo, direttore della zecca, sente Denver parlare di Monica. Scoppia una lite accesa sul tetto del palazzo. Un tiratore scelto della polizia è costretto ad intervenire sparando ad uno dei presenti, ignaro di aver colpito proprio Arturo, un innocente.

## Episodio 5

### Trama
Sabato, ore 18. Sono trascorse 32 ore dalla rapina.
Gli ostaggi e i sequestratori portano Arturo Roman nuovamente dentro alla zecca, cercano di ricordare i rudimentali insegnamenti di anatomia del Professore ma la ferita è troppo grave; è necessario chiedere alla polizia un aiuto medico, così negoziano per introdurre due medici e un infermiere. Ad Arturo viene anche permesso di parlare con sua moglie al telefono. Monica, ancora gravemente ferita, cerca di fuggire.
Raquel è affranta e si sente responsabile perché è stata lei a dare l'ordine ai tiratori scelti di sparare. In una chiamata a sua madre, questa la rincuora, incitandola a prendere la vita con più leggerezza, a confidare nel proprio senso del dovere e invitandola a ricontattare l'uomo che ha conosciuto al bar, con cui sembra avere notevole affinità: Salvador.
In un flashback, si scopre che Nairobi ha un figlio di 7 anni che si chiama Axel, affidato ad una famiglia adottiva all'età di tre anni e mezzo, in quanto lei spacciava droga. Nairobi sa che Axel sta bene e che abita alle Canarie; il suo progetto è andare a riprenderselo dopo il colpo e godersi l'agiatezza. Per risollevarsi il morale, Tokyo e Nairobi passano la nottata bevendo tequila e divertendosi da sole, ballando con mosse sexy e provocanti.Al termine, inoltre, Nairobi confida a Tokyo che le piace il Professore.
Denver e Mosca trovano Monica e la riportano alla postazione segreta nella camera blindata, informandola dello scontro a fuoco. Monica chiede di poter consegnare ad Arturo un biglietto in cui le fa sapere che è viva e che ha deciso di non abortire. Denver e Mosca, medicando Monica, si rendono conto che il proiettile va al più presto tolto dalla gamba, altrimenti la ragazza finirà col morire per una infezione. Denver e Mosca decidono di sottrarre strumenti medici per curarla.
Il viceispettore Rubio decide di infiltrarsi come infermiere nella équipe medica, mentre due poliziotti cercheranno di penetrare all'interno dal condotto di ventilazione, vestiti come i sequestratori e con la stessa maschera di Dalí per confondersi con gli ostaggi.
Arturo parla al telefono con sua moglie Laura, dichiarandole tutto il suo amore, ma rivolgendosi alla fine con il nome di Monica.
Entrano i medici: il Professore, grazie alle telecamere installate nella Zecca, riconosce subito l'ispettore Rubio infiltrato e avvisa così Berlino. Il gruppo, con una scusa, prende gli occhiali di Rubio installandovi all'interno una cimice. D'ora in avanti il Professore sentirà tutto ciò che verrà detto dalla polizia.

## Episodio 6

### Trama
Sabato, ore 18:31. Sono trascorse 32 ore e mezza dalla rapina.
Denver cerca di rubare un bisturi ai chirurghi venuti per operare Arturo, ma gli cade il biglietto di Monica, che viene recuperato da Nairobi, che scopre la verità. Trovata la donna, aiuta Denver e Mosca a operarla, invece di denunciarli a Berlino.
Nel frattempo i due poliziotti nel condotto stanno per entrare. Il Professore, tramite strumenti tecnologici, capisce che c'è un tentativo di incursione e ordina a Berlino di attuare uno dei tanti piani progettati; tutti gli interni alla zecca cambiano maschera, in modo da stanare i poliziotti introdotti. Terminata l'operazione, i medici e Rubio informano Raquel della contromossa, la quale ritira i due infiltrati. Rubio è diventato l'inconsapevole talpa nella polizia.
Alison cerca di tranquillizzare Río, col velato intento di rubargli un fucile; pur riuscendoci, il ragazzo riesce a immobilizzarla (anche se più tardi verrà slegata).
Un flashback rivela che il Professore è stato a lungo malato, è totalmente impacciato con le donne e avulso dai rapporti relazionali; Tokyo, nel casale di Toledo, lo provoca ponendogli domande personali e intime. Il Professore dichiara che l'idea del colpo alla zecca è di un'altra persona, non sua.
Il gruppo accende la televisione per vedere che cosa i media internazionali dicessero di loro e della loro impresa, ma Río rimane turbato dall'intervista dei suoi genitori, i quali lo considerano un terrorista e dichiarano di ritenerlo morto.
Il viceispettore Rubio, complice stanchezza e alcool, chiama Raquel, mostrandosi indispettito; pur avendo avuto un'avventura, otto anni prima, la donna pare non considerarlo come uomo, mentre Rubio se n'è innamorato e lascerebbe sua moglie Mari Carmen per lei; inoltre Raquel si dichiara attratta da Salvador. Anche sua madre la spinge a interessarsi a Salvador.
Viene mostrata una mano di Berlino tremare vistosamente, e Berlino stesso iniettarci un farmaco per placare il tremito. Berlino viene raggiunto da Tokyo, che lo obbliga a contattare il Professore per informarlo dell'uccisione di Monica (non sapendo ancora che Monica è viva) contravvenendo alla condizione principale perché il colpo potesse avere successo, come nelle intenzioni iniziali. Dalla telefonata si scopre che Berlino e il Professore si conoscono da molti anni.

## Episodio 7

### Trama
Domenica, ore 8:35. Sono trascorse 46 ore dalla rapina.
Raquel e il resto della squadra guardano i passati video di sorveglianza della zecca per recuperare altre informazioni utili; in effetti, grazie ai filmati, si riesce a risalire al modello della macchina con cui Río e Tokyo sono arrivati alla zecca, una vecchia Seat Ibiza del 1992, l'auto del Professore.
In un flashback il Professore racconta a Tokyo che sua madre è morta di infarto; per questo motivo l'uomo è titubante all'idea di mandarla a fare un giro di perlustrazione alla zecca insieme a Río, come stabilito, perché teme che possa approfittare dell'occasione per andare a dire addio a sua madre, tra l'altro usata come esca dalla polizia proprio per arrestarla. La ragazza comunque accetta e, in un bagno della zecca, si sfoga con Río facendo sesso con lui. Si scopre inoltre che Helsinki è omosessuale. Pochi giorni dopo la visita, il Professore incarica Helsinki di distruggere l'auto, dandogli 1000 euro, ma l'uomo si intasca il denaro mentendo al capo. Nel presente, il Professore scopre la verità: la sua auto è ancora integra in uno sfasciacarrozze, piena di proprie impronte.
Raquel contatta il Professore e gli chiede di liberare otto ostaggi, dandogli un'ora di tempo per riflettere. Il Professore corre allo sfasciacarrozze per tentare di ripulire l'auto: si introduce di nascosto, viene inseguito dal guardiano, che è russo, ma riesce a scappargli. Durante vari e concitati momenti della fuga, viene chiamato da Raquel, e si accordano per cenare assieme.
All'interno della zecca, Berlino dimostra il suo sadismo: comunica agli ostaggi di aver informato "un amico all'esterno" della morte di Monica, sconvolgendolo; Berlino confessa che vorrebbe riuscire a provare emozioni e isola una studentessa, Silvia. In realtà la ragazza viene solo legata e imbavagliata, ma così facendo instilla la paura nelle compagne.
Trascorsa l'ora stabilita, Raquel richiama il Professore; questi le comunica otto nomi di studentesse, tra cui non figura Alison. I due si mettono d'accordo per liberare Alison invece delle otto ragazze, anche se l'idea è di Prieto. La conversazione viene registrata dal Professore, inviata a Tokyo che la inoltra ai mass-media; l'opinione pubblica condanna la scelta della donna, scelta che in realtà lei stessa trova riprovevole.
Il Professore fa un secondo tentativo allo sfasciacarrozze: riesce a raggiungere la Seat e a cancellare le impronte con alcool e ammoniaca, nascondendo un bottone della giacca di Berlino, per punirlo per l'uccisione di Monica (il Professore conserva un oggetto per ogni complice, ciascuno col proprio DNA o impronte). Per un soffio, riesce a fuggire travestendosi da barbone strappandosi i vestiti, sporcandosi la faccia, rompendosi un labbro e urinandosi addosso. La polizia rinviene il bottone ma capisce che le impronte sono state cancellate poco prima.

## Episodio 8

### Trama
Domenica, ore 12:06. Sono trascorse 50 ore dalla rapina.
I media sono molto critici nei confronti della scelta operata dall'ispettore Murillo, che ha rinunciato a liberare gli otto giovani ostaggi. La figlia Paula esprime alla madre il desiderio di andare a vivere con il padre.
Dai flashback si scopre che il Professore ha calcolato un lavoro di 10 giorni prima di stampare tutto il denaro e scavare un tunnel di fuga. È certo che, alla fine, l'opinione pubblica sarà dalla loro parte, così come è stata dalla parte degli Indignados nel 2011.
Nel presente la polizia risale all'identità di Berlino, proprietario del bottone trovato nella Seat; il suo vero nome è Andrés de Fonollosa, ladro di gioielli e diamanti. È il terzo nome della banda a essere riconosciuto dalla polizia. La donna decide di divulgare che Andres de Fonollosa è un ladro, ma anche stupratore, sfruttatore di minorenni e prostitute. Il Professore, che ascolta tutto di nascosto, è sempre più affascinato dalla donna, ma disapprova la sua mossa. Il suo profilo psicologico rivela il suo narcisismo, maniaco di grandezza, con una totale assenza di empatia e un enorme senso dell'onore. Raquel capisce che la cancellazione delle impronte pochi istanti prima non è stata un caso, né la presenza del barbone: è chiaro che il cervello dell'operazione era il barbone, sfuggito per pochi istanti. La donna interroga un compagno di cella di Andres de Fonollosa, scoprendo che faceva uso di Retroxil, un farmaco che tenta di combattere una rara malattia neuro degenerativa: in pratica, Berlino ha pochi mesi di vita ed è un sadico; è un uomo che non ha nulla da perdere. Raquel viene messa in contatto col custode russo dello sfasciacarrozze, che è in grado di fornire un identikit.
Nel frattempo, tra Monica e Denver si instaura un rapporto di sempre maggiore attrazione.
Mercedes Colmenar, insegnante della scolaresca di Alison, chiede di poter parlare in privato con Berlino in ufficio; qui chiede, senza ottenerlo, che la sua alunna Silvia venga riunita agli altri compagni. In un attimo di distrazione Mercedes riesce a rubare un paio di forbici e le nasconde nella tuta. Nairobi informa Berlino che la sua identità è stata svelata.

## Episodio 9

### Trama
Domenica, ore 15:15. Sono trascorse 53 ore dalla rapina.
Monica si sveglia, vede Denver dormire e comincia ad accarezzarlo, ma poi si rende conto dell'errore che sta per commettere e si allontana da lui. Risvegliatosi, Denver la aiuta ad andare in bagno.
Berlino guarda la TV e ascolta le menzogne sulla sua persona; fraintendendo tutto, crede che la colpa sia di Denver. Un flashback rivela che Denver aveva indossato la sua giacca mentre assieme a Nairobi, Río e Tokyo volevano fuggire dalla tenuta per andare a festeggiare San Juan (notte di 23 giugno). Tornati alla tenuta, Denver flirtò con Tokyo ma venne interrotto dal padre, Mosca. Scocciato, Denver andò a dormire nell'auto con la giacca di Berlino. Nel presente, Berlino crede che il bottone sia stato perso in quel modo e che la sua diffamazione sia colpa sua: dopo aver malmenato Nairobi, va a cercarlo.
Mosca, che sta scavando la buca per la fuga, attacca Tokyo, accusandola di vivere la vita sempre al limite, non curandosi dei danni che provoca alle persone che ha intorno e che la amano; le dà dell'incosciente, della superficiale e dell'egoista. Tokyo si sfoga con Río, che la consola.
Intanto, il Professore si introduce in una macchina della polizia forzandone la portiera, usa la ricetrasmittente, capta la frequenza della radio del quartier generale in cui in quel momento il custode dell'autodemolizione sta ultimando il suo identikit e inizia a minacciare di morte la famiglia dell'uomo, parlando in russo per non farsi comprendere da altri se non da lui. Il custode, spaventatissimo, cancella così l'identikit fatto fino a quel momento.
Mentre è guardata da Denver, Monica viene scoperta ancora viva da Berlino. Dopo un momento di alta tensione tra Berlino, Denver, Nairobi, Helsinki e Oslo (tutti armati), Berlino decide di risparmiare sia Monica che Denver. Arriva Tokyo, che lo informa di una chiamata del Professore: è ora di passare al "piano Valencia", una finta sparatoria. Berlino scopre che era stato il professore a lasciare il bottone,per vendetta.
Raquel contatta il Professore, il quale giustifica gli spari dicendo che pensavano che alcune armi si fossero bagnate e loro volevano provarne il funzionamento. L'ispettore però vuole la prova che tutti gli ostaggi siano vivi e stiano bene, e concede loro solo un'ora per farlo.

## Episodio 10

### Trama
Domenica, ore 16:40. Sono trascorse 54 ore dalla rapina.
I compagni di classe di Alison la accerchiano e la aggrediscono verbalmente e fisicamente, a causa della sua unica scarcerazione invece degli otto compagni. In suo soccorso interviene Nairobi che umilia Pablo Ruiz, il capo del branco: quando i ragazzi se ne sono andati cerca di dare alla ragazzina dei consigli di sopravvivenza, affinché acquisti maggior fiducia in sé stessa e nel proprio potenziale e sappia difendersi dai soprusi dei suoi compagni di scuola.
Raquel chiama Salvador per ricordargli dell'appuntamento a cena, e i due si accordano per vedersi al solito bar di sempre. Al termine della chiamata arriva Rubio con delle informazioni sul farmaco che Berlino prende abitualmente: si tratta di un farmaco che si somministra per via endovenosa, impiegato nel Parkinson e in alcuni tipi di distrofia muscolare. Può essere comprato solo su ordinazione, quindi i pazienti sono tutti localizzati, ma negli ultimi cinque mesi a Toledo e dintorni il fornitore ha inviato una quantità di farmaco estremamente elevata e apparentemente inspiegabile, visto che in città non ci sono persone malate. L'ispettore Murillo invita Rubio a seguire questa pista, e ad andare a Palomeque, dove è stato fatto l'ultimo acquisto, solo pochi giorni prima, per farsi dare i registri di vendita e tutta la documentazione. Prima di andarsene, Rubio si scusa con Raquel per il suo comportamento del giorno precedente.
Helsinki accompagna Monica da Arturo, e lui, felice nel rivederla sana e salva, la abbraccia e la bacia appassionatamente. Lei, però, è evidentemente confusa e imbarazzata.
Il Professore fa avere alla polizia dei video degli ostaggi, i quali però sono stati editati e manipolati, non costituendo una prova sufficiente per dimostrare che gli ostaggi siano ancora in vita. L'ispettore Murillo contatta il Professore e gli chiede di poter entrare nella zecca per verificare con i suoi occhi che gli ostaggi stanno bene: il Professore acconsente. Berlino, Tokyo e Río si presentano a volto scoperto, dato che la polizia li ha già identificati, mentre gli altri la accolgono mascherati e imbracciando le armi. Raquel entra con un microfono nascosto nella biancheria intima, ma viene subito scoperta durante la perquisizione. Nel momento in cui Río distrugge il microfono che gli passa Berlino, vede una scritta: Rayo, il soprannome con cui lo chiamava sua madre quando era piccolo. Si tratta di una tattica per metterlo in difficoltà.
Il viceispettore Rubio va al bar per chiedere al telefono un mandato per poter ottenere tutti i registri della farmacia di Palomeque. In quel momento entra Salvador, verso cui il viceispettore ha sempre nutrito diffidenza. Salvador racconta a Rubio di aver appena avviato una piccola attività di produzione di sidro, poco lontano; Rubio si dimostra incuriosito e desideroso di assaggiare quello che Salvador produce.
Berlino presenta a Raquel gli ostaggi uno ad uno, per dimostrarle che sono tutti in perfetta salute. Intanto, la professoressa Mercedes Colmenar passa ad Arturo le forbici rubate poco prima, spaventata all'idea di poter essere perquisita e scoperta. Alison, l'ultima della lista a dover essere portata da Raquel, viene istruita da Arturo a scappare in una certa cassaforte, in modo da far perdere tempo e permettere l'attacco da parte della polizia all'esterno. La ragazzina segue le istruzioni e si nasconde.
L'ispettore Murillo capisce che questa visita in realtà era stata pianificata per metterla fuori gioco per un paio di ore, mentre le macchine continuano a stampare denaro. Spazientita poi dall'atteggiamento canzonatorio che Berlino usa nei suoi confronti, lo smaschera di fronte ai suoi compagni, rivelando loro che la malattia di cui soffre gli lascia pochi mesi di vita. Berlino si allontana scocciato. Un'altra studentessa, di nome Ariadna, si concede fisicamente a Berlino stesso: convinta che presto ci sarà una strage, vuole rendersi "non sacrificabile".
Rubio pedina Salvador perché nutre dei sospetti verso di lui, raggiungendolo alla porta del bunker con la scusa di assaggiare il sidro: il Professore è costretto a farlo entrare. L'ingresso del bunker è in effetti mascherato da laboratorio, e Rubio si limita a riconoscere la bevanda come un prodotto di scarsa qualità, mentre approfitta di un momento di distrazione di Salvador per prendere un cucchiaino, avvolgerlo in un fazzoletto e nasconderlo, con l'obiettivo di farlo analizzare. Non appena Rubio esce, il Professore rivela a Nairobi il nascondiglio di Alison, visto dalle telecamere. La ragazzina viene condotta davanti a Raquel appena qualche istante prima che la polizia faccia irruzione nella zecca. L'ispettore può ora uscire.
Nel frattempo la scientifica ha esaminato la macchina della polizia da cui è stato trasmesso il messaggio intimidatorio in russo al custode dell'autodemolizione: è stata rilevata un'impronta digitale che non corrisponde a quella dei poliziotti che la guidavano, impronta che tuttavia non ha corrispondenza con nessun'altra registrata in Spagna. Rubio chiede allora alla scientifica di esaminare il cucchiaino sottratto a Salvador: il responsabile del reparto scientifico è Alberto, l'ex marito di Raquel.
Berlino confessa a tutti i suoi compagni della propria malattia e del fatto che ormai è ad uno stadio terminale. Río trova nel microfono una microSD contenente un video dei suoi genitori che gli chiedono di costituirsi.
Rubio giunge alla farmacia di Palomeque che è appena stata derubata dei registri di vendita e di tutti i documenti da un uomo appena fuggito in moto (in realtà il Professore). Il viceispettore chiama Raquel e le spiega l'accaduto, rendendosi conto che gli unici a sapere dei medicinali erano loro due: Rubio ora è estremamente convinto che la talpa debba essere Raquel.

## Episodio 11

### Trama
Domenica, ore 19:02. Sono trascorse 57 ore dalla rapina.
Angel Rubio sospetta che l'ispettore Murillo ostacoli le indagini e sospetta di Salvador; viceversa, l'ispettrice inizia a pensare che Rubio sia la talpa. Prieto contribuisce ad alimentare i suoi dubbi.
All'interno della zecca, Mosca, picconando il pavimento della camera blindata numero tre, per congiungersi al tunnel che condurrà al bunker del Professore, finalmente trova la terra. Tutti sono euforici e ballano sulle note di Bella ciao, e il gruppo si sente al sicuro. Nel frattempo Arturo, sorvegliato da Helsinki, incontra in bagno una delle guardie giurate della zecca e, di nascosto, si accordano per passarsi attrezzi vari con cui tentare di scappare.
Río si mette in contatto con la polizia dopo aver visto il video dei genitori ma rifiuta qualsiasi offerta, insultandoli. Come appreso dal Professore, qualsiasi promessa dell'ispettore Murillo sarà falsa, nessun giudice potrà mai garantire loro una pena breve visto il numero di reati; come minimo si tratta di 173 anni di carcere.
Arturo convince Pablo Ruiz, compagno di classe di Alison, ad aiutarlo a realizzare il suo piano, rubando degli attrezzi da far ritrovare nel bagno. Più tardi il giovane ne recupererà, portandoli in bagno.
Berlino parla con Alison e la sua insegnante per capire da lei come domare la ribellione di Alison che ha tentato di fuggire; mentre l'insegnante si mostra imbarazzata e in difficoltà davanti alle domande provocatorie di Berlino, la ragazza tiene testa al suo sequestratore, rendendosi conto di essere un punto chiave del piano, il salvacondotto. Berlino ricatta Alison mostrandole delle foto dei membri della sua famiglia e minacciando di farli uccidere se non collaborerà.
Raquel e Rubio litigano violentemente; lei sospetta che lui sia la talpa, lui le rivela di aver pedinato Salvador e di essere sicuro che non è un produttore di sidro. Raquel lo accusa di esserle stato accanto solo per interessi sessuali, ora che lei lo ha respinto lui si sarebbe venduto. Con queste accuse, Raquel solleva Rubio dall'incarico, cacciandolo in malomodo.
Poco dopo Raquel telefona a Salvador per ricordargli del loro appuntamento a cena.
Monica, chiusa nella camera blindata, ripensa al comportamento che Arturo ha avuto nelle ultime ore, a partire da quando gli ha comunicato di essere incinta. Quando arriva Denver a portarle la cena, lei lo bacia e i due fanno l'amore. Denver si confida con la donna. In un flashback il ragazzo comunica a suo padre tutti i suoi dubbi riguardo alla rapina e le sue paure, poiché ritiene di non saper fare nulla.
La guardia giurata recupera gli attrezzi da lavoro in bagno e legge le istruzioni di Arturo; lui e quanti più ostaggi possibile dovranno farsi trovare alle nove in magazzino, pronti alla fuga.
Rubio beve pesantemente. Mentre guida ubriaco, inizia a lasciare un sacco di messaggi a Murillo. La donna, intanto, è con Salvador al bar. Stuzzicandolo, lo invita a guardare sotto al tavolo dove l'uomo trova una pistola puntata contro di lui, poiché sospetta che sia il cervello dell'operazione.

## Episodio 12

### Trama
L'ispettore Rubio sta guidando ubriaco, lasciando un messaggio vocale dopo l'altro a Murillo, la quale è occupata con Salvador. Viene a sua volta contattato dalla Scientifica, che gli comunica che l'impronta lasciata nella macchina della polizia e quella rinvenuta sul cucchiaino coincidono. Rubio, eccitato, cerca di contattare Murillo anche al telefono di casa, dove lascia un messaggio in segreteria. Alla fine perde il controllo della macchina ed esce di strada. L'impatto è violentissimo: i pompieri lo estraggono dalle lamiere, ma è in condizioni estremamente gravi e lotta tra la vita e la morte.
Salvador conduce Raquel in un anonimo magazzino, lontano dal suo hangar, dove trova un ambiente accogliente, a metà tra un laboratorio e un'abitazione. Salvador si giustifica dicendo che forse Rubio ha sospettato degli oggetti coperti da teli, che coprono macchinari, un'auto d'epoca, un juke-box, una tastiera. Raquel appare stupita e imbarazzata; infine, si lascia andare all'attrazione che prova per lui e lo bacia; anche il Professore è attratto da lei e i due fanno l'amore.
Nella zecca, Arturo e Pablo stanno per far partire il piano di fuga assieme a 16 ostaggi. Arturo vuole convincere Monica ad evadere e si fa accompagnare da Helsinki nel caveau, trovandola tuttavia a fare l'amore con Denver. Monica afferma che il rapporto era consenziente, nonostante ciò viene accompagnata fuori da Helsinki; sconvolto e furioso, Arturo vuole picchiare Denver, che tuttavia si dimostra più agile di lui. Arturo tenta colpire il ragazzo con le forbici, ma si dimostrano con la punta tonda e risulta inutile. Denver minaccia Arturo, che spiffera tutto riguardo al piano di fuga. Denver corre ad avvertire gli altri. Gli ostaggi colpiscono Oslo alla testa con una pesante sbarra di ferro e gli rubano il mitra, fanno esplodere la porta posteriore della Zecca, sigillata con dell'esplosivo per evitare l'entrata della polizia, e riescono a scappare. La polizia tenta di fare irruzione con le squadre di assalto. Nella zecca rimangono 51 ostaggi.
Il Professore, una volta salutata Raquel, ritorna alla sua postazione nel bunker, appena in tempo per vedere la fuga degli ostaggi.
Raquel raggiunge il bar vicino al quartier generale; dalla TV viene a sapere dell'esplosione alla zecca, della fuga degli ostaggi e dell'incidente appena occorso a Angel Rubio. Così corre in ospedale, dove arriva anche Mari Carmen; la donna chiede a Raquel spiegazioni riguardo all'accaduto, alla sbronza del marito, al gran numero di telefonate e le rivela anche di sapere benissimo che Angel è innamorato perdutamente di lei da molti anni. Raquel se ne va, profondamente scossa e piena di sensi di colpa.
In un flashback Nairobi cerca di sedurre il Professore, che però le resiste, ribadendo l'importanza di non far nascere relazioni interpersonali tra i membri del gruppo. Il Professore racconta a Nairobi chi gli ha dato l'idea della rapina: da bambino e da adolescente è stato a lungo malato, in ospedale, e suo padre gli raccontava storie di rapine, finché un giorno non gli raccontò l'idea che aveva avuto, cioè quella di entrare nella zecca di stato e stampare da solo il denaro. Le storie di rapine non erano prese da film, ma dall'esperienza reale del padre del Professore.
I rapinatori raggiungono la parete abbattuta e aprono il fuoco contro la polizia, che colpisce Helsinki non gravemente. A Tokyo viene l'idea di usare una mitragliatrice, che manda le autorità in rotta e permette di riparare la falla. Helsinki raggiunge il cugino Oslo, trovandolo a terra in un lago di sangue, sconvolto.

## Episodio 13

### Trama
Domenica, ore 23:40. Sono trascorse 62 ore dalla rapina.
Denver chiama il Professore in collera perché, avendo le telecamere su tutti i punti della Zecca, avrebbe dovuto avvisarli di quanto stava succedendo. Oslo ha subito un trauma cranico molto grave, ed Helsinki vorrebbe uccidere Arturo, colpevole di aver ideato la fuga. Il gruppo intorno a lui si rende conto che le condizioni dell'uomo sono disperate. Il Professore segue la scena dalle telecamere, ma è visibilmente scioccato.
Alla zecca gli ostaggi, venuti a sapere della fuga, iniziano a ribellarsi e solo a fatica Río e Tokyo riescono a ristabilire la calma. In un flashback viene mostrato il Professore consigliare al gruppo di proporre agli ostaggi del denaro in cambio della libertà. Così viene fatto, proponendo 1 milione a chiunque decida di rimanere. Gli ostaggi vengono divisi in due gruppi e qualcuno sceglie la libertà; tuttavia, invece di essere liberati, costoro vengono condotti in un sotterraneo.
Al quartier generale la polizia inizia ad interrogare gli ostaggi che sono riusciti a scappare per cercare di ottenere informazioni utili. Prieto informa Murillo che negli occhiali di Rubio è stato rinvenuto un microfono, grazie al quale i sequestratori conoscevano in anticipo le loro mosse: non è una talpa. Lei è sconvolta e divorata dai sensi di colpa, così come il Professore che dalla sua postazione sta leggendo degli articoli sull'incidente da Internet.
Intanto la madre dell'ispettore Murillo ascolta il messaggio di Rubio che svela l'identità del Professore identificandolo con Salvador: essendo affetta da Alzheimer, prende un appunto, cerca di contattare la figlia trovando ancora la segreteria piena. L'ispettore, al quartier generale, inizia ad ascoltare ad uno ad uno i messaggi che Rubio le aveva lasciato in segreteria la sera precedente, fermandosi tuttavia a uno in cui la insulta pesantemente. Divorata dai sensi di colpa, compie il gesto di offrirsi in pasto ai sequestratori, ma i colleghi la fermano e allontanano.
Nella zecca Berlino sta interrogando Ariadna; la ragazza vorrebbe essere liberata, ma lui è contrario. Ariadna rimarrà nella zecca contro la sua volontà. Anche Monica sceglie la libertà, ma Denver la convince a rimanere lì per costruirsi un futuro assieme a lui, una volta terminate le vicende, dichiarandole il suo amore.
La madre di Raquel trova tra i suoi post-it il numero di telefono di Salvador e lo chiama: in questo modo il Professore viene a sapere di essere stato smascherato da Rubio, moribondo, e decide di uccidere la donna, divorato dall'angoscia per la relazione con Raquel. Si reca dalla madre di Raquel deciso a metterle della diossina nel caffè, in modo da ucciderla in modo che sembri un normale arresto cardiaco (possibile vista la sua età) ma, vista la gentilezza della donna, viene sopraffatto dal senso di colpa e dà un colpo alla tazzina, frantumandola. L'anziana donna, affetta da una malattia che le provoca continue perdite di memoria, è convinta di aver fatto cadere lei la tazzina. Mentre ripulisce, Salvador trova l'appunto della donna e lo sottrae, cancellando anche il messaggio di Rubio dalla segreteria del telefono fisso.
Nella zecca, Nairobi vorrebbe far portare Oslo in ospedale per le cure, d'accordo con Tokyo e Río, mentre Berlino non è d'accordo e vuole seguire alla lettera le istruzioni del Professore. Helsinki afferma di aver parlato con Oslo prima di entrare; lui preferirebbe la morte al carcere. Arturo viene portato da Helsinki, pronto a giustiziarlo con lo stesso tubo con cui è stato colpito Oslo, ma alla fine lo risparmia.
Raquel arriva a casa e pranza con la madre e Salvador. La donna ha un'illuminazione: per preparare il colpo era necessario un ampio spazio dove esercitarsi, quindi contatta i colleghi perché trovino un casolare abbandonato vicino alla farmacia di Palomeque. Le ricerche vanno a buon frutto e Raquel chiede a Salvador di accompagnarla al casolare. È proprio quello del Professore e la polizia trova tutti i piani d'attacco della rapina, oltre che numerosi oggetti sicuramente contaminati dal DNA del gruppo. Salvador, mentre attende in auto, ricorda la sera prima della rapina quando, con Berlino, parla dell'importanza della fuga del Professore nel caso in cui la rapina vada male e assieme cantano Bella ciao. Durante la conversazione i due si chiamano per nome: Andrés (Berlino), e Sergio (Il Professore).

## Episodio 1 - Seconda parte

### Trama
La polizia e la Scientifica stanno passando al setaccio il casale di Toledo in cerca di tracce; il Professore, che ha accompagnato Raquel, è in auto, estremamente nervoso, ma trova un quaderno di Paula, la figlia di Raquel, in cui la maestra scrive alla madre delle sue preoccupazioni per un invito da parte di Alberto, il padre. Dentro all'edificio vi sono moltissime prove, tattiche, impronte, DNA. Lo scopo del Professore, era proprio quello di portare la polizia a Toledo e farle perder tempo, calcolando almeno 3 giorni; l'ispettore Murillo, però, capisce in meno di un'ora che c'è qualcosa di strano, e manda a chiamare il suo ex marito, Alberto Vicuña, affinché compia un esame più approfondito del casale. Raquel si sfoga con Salvador perché si sente smarrita. Arriva finalmente Alberto, al quale Raquel presenta Salvador come il suo compagno.
Sono trascorse 80 ore dall'inizio della rapina e il Professore non risponde alle chiamate. La cosa preoccupa il gruppo perché si erano accordati con lui per fare una chiamata di controllo ogni 6 ore e, in caso di assenza di risposta dopo 24 ore, probabilmente allora vorrebbe dire che è stato arrestato. I rapinatori iniziano a pensare che all'esterno deve essere accaduto per forza qualcosa di cui loro sono all'oscuro. Il gruppo viene a sapere che Berlino fa l'amore con Ariadna, e che questi è convinto che lei sia attratta; e che Denver fa l'amore con Monica, cosa che sconcerta Mosca, mentre Nairobi gli spiega che la ragazza forse ha sviluppato la sindrome di Stoccolma.
Tokyo attende Río in bagno. Il ragazzo ha sottratto 460 000 euro da nascondere dietro una piastrella, con l'obiettivo di recuperarli anni dopo assieme a lei. Tokyo implora Río di consegnarsi alla polizia qualora le cose dovessero andare male, ma il giovane rifiuta e giura a Tokyo di rimanere accanto a lei fino alla fine.
Mosca convince il figlio a lasciare Monica, e lui inizia a trattare freddamente la ragazza, sperando in un suo distacco.
L'ispettore Vicuña indirizza le indagini verso il camino, poiché certo che la scena sia stata ricostruita ad arte: spiega che tutte le prove utili sono state bruciate, e spera di trovare delle tracce nella cappa. In effetti viene trovato un frammento di quello che il Professore bruciò la sera prima dell'attacco: articoli di giornale riguardanti suo padre e sue foto da bambino, mentre parlava con Berlino. Alla fine, Salvador chiede un passaggio ad Alberto per tornare vicino a Madrid.
Il gruppo vede le immagini del telegiornale, col Professore al casale; convinti che lo stiano arrestando e interrogando, Berlino vota per attendere lo scadere delle 24 ore e poi attuare il "piano Chernobyl" e con lui sono Nairobi, Mosca e Helsinki, mentre Tokyo propone di prendere i soldi stampati e scappare, d'accordo con Denver e Río. Alla fine, Tokyo, Denver e Río irrompono nell'ufficio di Berlino e lo prendono in ostaggio, mentre Helsinki soffoca definitivamente Oslo, per terminare le sue sofferenze.

## Episodio 2 - Seconda parte

### Trama
Berlino è in ostaggio di Tokyo con l'aiuto di Río e Denver. Tokyo vuole sapere i dettagli del "piano Chernobyl", il piano da attuare solo in caso di emergenza, e per farlo lo tortura rompendo alcune boccette del suo farmaco e giocando alla roulette russa con lui. Berlino viene salvato da Mosca e da Nairobi, la quale viene derisa da Tokyo sul proprio proposito di riprendersi suo figlio, che ormai è cresciuto, con nuovi genitori e non la riconoscerebbe. Una volta liberato, Berlino si vendica, mandando Helsinki a catturarla e legarla su un carrello che viene spedito fuori dalla zecca, alla mercé della polizia. Una volta catturata, Tokyo ricorda gli insegnamenti del Professore sul prendere sempre più tempo possibile: così fa anche con Raquel, giunta al quartier generale. È lunedì, ore 18:32. Sono trascorse 81 ore dalla rapina.
Intanto, Salvador è in auto con Alberto. In un primo momento finge di avere un attacco di diarrea e si fa accompagnare dietro il muro di un cimitero dove recupera un frammento di un giornale; ripartiti, lo provoca svelando di sapere sia della relazione con la sorella di Raquel, sia con la maestra della figlia. Alberto ferma l'auto e lo sfida a botte, ma Salvador è, inaspettatamente, esperto di arti marziali e lo neutralizza; approfitta di questo lasso di tempo per sostituire il frammento di giornale che Alberto ha recuperato dal camino. Una volta rialzatosi, Alberto arresta Salvador per aggressione a pubblico ufficiale, consegnandolo al commissariato. Al Professore vengono prese le impronte digitali e mentre è lì che aspetta di essere messo in cella, scopre che Tokyo è stata arrestata dalla polizia.
Nel frattempo Berlino spiega al gruppo che ha dovuto abbandonare Tokyo ma non convince Río, che prende posizione contro di lui e decide di andarsene. Berlino, con un trucco, inietta una droga a Río, che sviene. Intanto Raquel comincia ad interrogare Tokyo.
In un altro flashback, Tokyo scopre che il Professore e Berlino sono amici, così come il nome del Professore, Sergio Marquina. L'uomo racconta di suo padre, che era un rapinatore, di essere molto fortunato e assicura Tokyo che non sarà abbandonata.

## Episodio 3 - Seconda parte

### Trama
L'episodio inizia con un flashback, in cui Río installò il sistema di telecomunicazione nel luogo  usato dal Professore per parlare con gli altri del gruppo e interagire con la polizia. Il suo comportamento infantile rischiò di escluderlo dalla rapina, ma Tokyo intercesse presso il Professore per evitarlo.
Lunedi, ore 19:30. Sono trascorse 81 ore dalla rapina. Sperando di scoprire l'identità del Professore, Raquel fa appello alle emozioni della sua prigioniera. Salvador è al commissariato, da qui telefona a Raquel per raccontarle la sua spiacevole situazione e lei accorre per aiutarlo; dopodiché si fa portare in bagno, dove si percuote con delle saponette messe in un calzino, in modo da lasciarsi dei lividi: convinta che Alberto abbia picchiato Salvador, Raquel accusa pubblicamente Alberto di abuso di potere e, mettendolo "spalle al muro", lo convince a far cadere le accuse a Salvador, liberandolo.
Río si risveglia e rivela agli ostaggi che i loro compagni non sono stati liberati, ma portati in un seminterrato, inoltre rivela anche il loro piano di fuga, Berlino sentendo tutto quello che sta succedendo, si rivolge a Río come un traditore e lo fa portare da Helsinki, giù in magazzino, per dargli una lezione. Berlino è in procinto di giustiziare Río, ma le minacce di Nairobi lo fanno desistere, mentre il Professore osserva dalla telecamera. Il Professore contatta Raquel, la quale svela il nome Sergio. Il Professore risponde di essere un uomo molto fortunato, in modo da lasciare un messaggio in codice a Tokyo, la quale verrà portata in isolamento per non aver collaborato.
Tornato al magazzino, il Professore chiama la Zecca: risponde prima Berlino, al quale chiede cosa è successo con Tokyo e Río; mentre l'uomo sta per rispondere viene tramortito da Nairobi, che prende il comando annunciando il matriarcato.

## Episodio 4 - Seconda parte

### Trama
Lunedì, ore 21. Sono trascorse 83 ore dalla rapina.
Nairobi informa il Professore del nuovo decorso, dopodiché chiede a Berlino cosa sia il "piano Chernobyl". Si tratta di legare una serie di banconote a dei palloncini, liberarli in aria e farci esplodere delle cariche; il caos della folla che ne segue permetterà al gruppo di scappare. È un piano che tuttavia verrà utilizzato solo in caso tragico. Tuttavia il presente impone di prendere ancora tempo per stampare, quindi il gruppo cerca di conquistare l'opinione pubblica organizzando un'intervista in cambio della liberazione di 11 ostaggi. L'intervista verrà rilasciata da Berlino, il più carismatico e di cui il volto è già conosciuto; il nome del piano è "piano Camerun".
Salvador passa la notte da Raquel, proponendole di scappare assieme una volta risolta l'indagine della zecca. Nei suoi racconti parla di produzione di sidro in luogo della rapina.
Río, per la sua ribellione, viene inserito tra le file degli ostaggi. Arturo cerca di mettere in atto un altro piano di fuga: prende una pistola falsa e chiede a Monica di scambiarla con quella di Denver.
Durante l'intervista, Berlino rivela in diretta la falsità delle accuse mosse dalla polizia contro di lui, accusandola di non aver provveduto a fornirgli le medicine di cui ha bisogno, oltre alla morte di Oslo. Terminata l'intervista, nella zecca rimangono 40 ostaggi.
Raquel prepara una trappola per catturare il Professore: fa mandare in onda un servizio in cui si annuncia che l'ispettore Rubio è uscito dal coma. Il Professore parla con Berlino delle sue preoccupazioni e di doversi accertare di persona che sia una menzogna.

## Episodio 5 - Seconda parte

### Trama
Martedì, ore 15:31. Sono trascorse 101 ore dalla rapina.
Il Professore idea un piano per verificare le condizioni di salute di Rubio: si traveste da clown, non prima di aver messo un annuncio per un casting per clown da ospedali. In questo modo, l'ospedale si ritrova pieno di clown. Mescolandosi tra di essi, consegna a un bambino un peluche con una telecamera, mandandolo nella stanza di Rubio, che è stato sostituito da un agente. Il Professore, così facendo, verifica che era una trappola tramite un controllo remoto.
Arturo cerca di mettere in atto il piano di fuga: minaccia Denver con la pistola vera e tenta di fuggire con un gruppo di ostaggi, tra cui Monica. Il gruppo di sequestratori libera Río, che li informa del piano di fuga di Arturo. Bloccate le porte, minacciano Arturo, che alla fine cade sotto un colpo alla nuca da parte di Monica. La donna si rende conto di essere passata dalla parte dei sequestratori e Denver le affibbia il soprannome di "Stoccolma" dalla sindrome da cui è afflitta.
Il gruppo accusa la stanchezza: Helsinki attacca una bomba al plastico ad Arturo per punirlo, mentre Nairobi sta per impazzire perché non riesce ad ottenere il controllo sugli ultimi 40 prigionieri. L'unico che ha rispettato il ritmo sonno/veglia imposto dal Professore è Berlino, che torna al comando, obbligando tutti i prigionieri a scavare il tunnel.
Tokyo sta per essere portata da un giudice, come consigliato dal Professore, non sapendo che l'uomo sta per essere smascherato da Raquel. La donna, infatti, lo incontra al solito bar, dove assieme scelgono Palawan tra quattro cartoline di posti esotici. Subito dopo, nota un lungo capello arancione, lo stesso colore della parrucca del clown che ha consegnato il peluche. Raquel riesce a collegare tutti i pezzi del puzzle e arresta Salvador, portandolo al casale di Toledo.

## Episodio 6 - Seconda parte

### Trama
Martedì, ore 17:41. Sono trascorse 103 ore dalla rapina.
Raquel porta il Professore nel casale e lo lega con delle catene, in modo che non possa riuscire a liberarsi. Inizia ad interrogarlo, sia sulla sua vera identità, Sergio Marquina, che sui sentimenti che lui prova per lei. Affranta dall'enormità di bugie che ha subito, si allontana.
Berlino torna a essere il capo del gruppo. Río accende il telefono di Alison e lo posiziona come timer sulla bomba di Arturo. Denver fa fare a Monica un passaporto per scappare insieme. Mosca confessa al figlio la verità su sua madre: era un'eroinomane e, dopo l'ennesima richiesta di denaro per comprare della droga, l'ha abbandonata a una rotonda. Denver afferma che, dopo la rapina, non vorrà più avere a che fare con lui.
All'esterno, Tokyo è ancora nel furgone per essere portata al tribunale, furgone che viene assaltato da quattro individui serbi, complici del Professore inviati dopo l'inganno dell'ospedale. I serbi recuperano Tokyo e le forniscono abiti da poliziotto e una moto. La donna inizia a scappare, ma alla fine decide di tornare dal suo amore Río, alla zecca.
Raquel torna al casale e interroga Il Professore dopo averlo collegato a una macchina della verità; si rende conto che l'uomo non le sta mentendo riguardo all'idea della rapina, a suo padre che rapinava banche per pagargli le cure, al suo amore per lei. Raquel decide di portarlo in prigione, ma il Professore la fa svenire e si allontana.
Tokyo telefona a Río e, in codice, gli ordina di aprire le porte. La donna riesce ad entrare nella zecca, passando nello scontro a fuoco tra poliziotti e sequestratori, durante il quale Mosca viene gravemente ferito e si accascia a terra abbracciato da Denver.

## Episodio 7 - Seconda parte

### Trama
Martedì ore 22:15. Sono trascorse 105 ore dalla rapina.
Mosca è ferito gravemente, Berlino chiede l'intervento di un chirurgo all'esterno, che gli viene negato dal colonnello Prieto. Denver si sente in colpa per aver insultato il padre e inizia a scavare il tunnel.
Il Professore aspetta che Raquel si riprenda. Come gesto di fiducia, le consegna la pistola, che la donna gli punta contro. Nonostante ciò, lui si allontana tranquillamente portandole via telefono e auto. L'ispettore non gli spara, e alla fine è costretta a tornare al quartier generale chiedendo passaggi. Qui si vede sollevata dall'incarico e accusata di collaborazione col Professore: deve consegnare pistola e distintivo. Prieto vuole trovare il Professore ma le indicazioni di Raquel si rivelano errate: non era stata portata alla base operativa. Raquel si allontana dal quartier generale.
Il Professore torna al magazzino, dove inizia a scavare il tunnel dall'altro lato con l'aiuto dei serbi. Intanto chiama Berlino ordinandogli di terminare la stampa, raccogliere tutto il denaro e scappare, poiché ormai la sua identità è stata svelata. Berlino ordina a Nairobi di procedere ancora con la stampa di denaro, in banconote da 100 e 200 euro.
Le condizioni di Mosca peggiorano. Mentre sono sole, Monica ammette ad Ariadna di amare davvero Denver, mentre Ariadna confessa di aver intrapreso una relazione sessuale con Berlino solo per paura di essere uccisa, e di attendere pazientemente il giorno della sua morte per godersi il denaro. Nairobi ascolta di nascosto la conversazione.
Raquel va a trovare Rubio in ospedale, ancora in coma, e gli ruba il distintivo. Appena se ne va, l'uomo apre gli occhi.

## Episodio 8 - Seconda parte

### Trama
Mercoledì ore 9:36. Sono trascorse 125 ore dalla rapina.
Dopo essere stata rimossa dal caso a causa della relazione con il Professore, Raquel procede da sola a setacciare i video di sorveglianza dei negozi nell'area entro cui si trova il magazzino del Professore. Intanto la squadra di Prieto scopre che Raquel sta ritirando i video di sorveglianza, considerandola ancora più sospettata di collaborazione e viene emanato un mandato di cattura. Viene preparato un attacco alla zecca.
Il tunnel continua a essere scavato da entrambi i lati, intanto Mosca, moribondo, scambia Tokyo per sua moglie e le confessa il suo pentimento. Pochi minuti dopo, davanti al gruppo, si presenterà ufficialmente come Agustìn Ramos, infine morirà sotto lo sguardo di suo figlio e affidandolo a Monica. Dopo aver organizzato un piccolo funerale, il tunnel viene completato e il Professore penetra nella zecca. Il gruppo e tutti gli ostaggi iniziano a trasportare il denaro. Monica chiede a Denver il suo vero nome, che glielo sussurra all'orecchio. Helsinki libera Arturo: la bomba era finta.
Raquel rintraccia il magazzino e vi entra: tenta di arrestare il Professore ma viene presa in ostaggio dai serbi e incatenata. Qui Sergio spiega le sue intenzioni, basate sulle iniezioni di liquidità della BCE alle banche degli anni passati. Lui vuole fare lo stesso, ma direttamente alla gente, facendo riflettere Raquel sul fatto che il denaro non è nient'altro che carta. Il piano era perfetto, ma non aveva considerato di innamorarsi di Raquel.
Rubio, uscito dal coma, chiama Raquel. Sergio lo richiama da un altro cellulare e si fida della donna, liberandola affinché possa andare a parlarci.
La polizia rintraccia la chiamata al telefono di Raquel, individuandone la locazione. Scopre che Rubio si è risvegliato.

## Episodio 9 - Seconda parte

### Trama
Raquel arriva nella stanza di Rubio, al quale comunica di sapere già l'indirizzo del magazzino, ma di non volerlo dire alle autorità. La donna viene poi raggiunta da tre agenti, che la arrestano.
Alla zecca alcuni ostaggi, tra cui Arturo, continuano a scavare un finto tunnel che porta alla rete fognaria, mentre i sequestratori spengono le macchine e terminano di trasportare il denaro nel tunnel reale. Nairobi comunica a Berlino la verità di Ariadna: la donna non è innamorata di lui e vuole solo i suoi soldi.
Gli agenti speciali fanno irruzione nel magazzino della zecca: ingaggiano uno scontro a fuoco con Tokyo e Río, subito difesi da Denver e Stoccolma. I quattro raggiungono Berlino che decide di lasciare tutti gli ostaggi, ma porta via con sé Ariadna. Gli agenti trovano quindi gli ostaggi rimasti, tra cui Alison, e li liberano, continuando l'operazione di cattura: esplorando, finalmente trovano il tunnel d'uscita dei sequestratori, ma si rivela essere il diversivo scavato da Arturo e gli ultimi ostaggi. Poco dopo, al quartier generale, Alison indica la camera blindata numero 3 come quella del tunnel reale. Continua il blitz. Berlino decide di rimanere indietro per coprire Río, Tokyo, Helsinki e Nairobi, ma tenendosi a fianco Ariadna. Davanti al nemico, tenta una tenace resistenza con la pesante mitragliatrice T24, in risposta i militari fanno saltare il corridoio con delle granate, costringendolo a lottare quasi completamente scoperto.
Raquel viene portata nella tenda, dove Prieto la mette dinanzi a una scelta: o lei rivela l'indirizzo del nascondiglio/hangar della banda oppure sua figlia verrà affidata all'ex-marito; infatti Alberto, insospettitosi da una telefonata di Raquel qualche giorno prima, è riuscito a far combaciare le identità del Professore con quella di Salvador tramite il riscontro dell'impronta digitale venendo celebrato dalla stampa come eroe, e ha presentato domanda di affidamento esclusivo della piccola Paula. Raquel confessa l'indirizzo solo dopo diversi minuti e la polizia vi si dirige, quindi Prieto usa il suo potere per far abrogare la richiesta di Alberto.
È mercoledì ore 18:28. Sono trascorse 128 ore dalla rapina.
Berlino, asserragliato nell'ingresso del tunnel rivela le sue intenzioni al professore: ormai compromesso dalla malattia e disinteressato al denaro, vuole sacrificare la sua vita per coprire la fuga ai compagni e permettere la riuscita completa del piano, ordinando a Helsinki di attivare le cariche di detonazione per ostruire il tunnel, per poi lascirsi colpire dai militari e morire, crivellato di colpi, sulle note della sua canzone simbolo, Bella Ciao, fra luci verdi, bianche e rosse; il Professore è affranto per aver perso colui che si rivela essere il fratello maggiore Andrés, dicendo: “Ti voglio bene fratellino, non dimenticarlo.”
Le forze di polizia raggiungono l'hangar dal quale il Professore ha diretto e controllato tutta la rapina, ma non vi trovano nessuno all'interno: solo una banconota da 50 euro e un origami.
Poco prima che arrivasse la polizia, infatti, il denaro era stato caricato dentro botti di birra, caricate su un camion e guidato dal Professore e Helsinki. Gli altri erano usciti tranquillamente a piedi travestiti e sorridenti: Nairobi, Stoccolma e Denver vestiti normalmente, essendo gli unici rimasti il cui volto è sconosciuto; Tokyo vestita alla giapponese; Río travestito da ragazzino con lo skateboard. Il piano è riuscito.
Passato un anno dal colpo, non si hanno ancora notizie dei rapinatori e Raquel ha lasciato la polizia. In un momento di nostalgia, Raquel prende le cartoline che le aveva dato Sergio al bar e si accorge che, sul retro, l'uomo ha inserito delle coordinate geografiche: seguendo le indicazioni, raggiunge l'isola di Palawan. Arrivata sul posto, il cellulare le si scarica, così raggiunge un bar in cerca di un caricabatterie e un uomo seduto lì vicino le porge il suo perché possa telefonare: quell'uomo è proprio il Professore, proprio come quando si sono conosciuti.